# 4 Pułk Chemiczny
4 Brodnicki Pułk Chemiczny im. Ignacego Mościckiego (4 pchem) – oddział wojsk chemicznych Sił Zbrojnych RP.

## Formowanie i zmiany organizacyjne
Na podstawie rozkazu Nr 06/Org. Ministra Obrony Narodowej z dnia 27 kwietnia 1956 oraz zarządzenia Nr 064/Org. szefa Tyłów Pomorskiego Okręgu Wojskowego z dnia 1 czerwca 1956 w Grupie koło Grudziądza została sformowana 51 kompania rozpoznania chemicznego i odkażania uzbrojenia. Dowódcą kompanii został kpt. Tadeusz Małkiewicz.
Zarządzeniem Szefa Sztabu Generalnego Wojska Polskiego z września 1957 r., w listopadzie 1957 r. kompania została przeformowana w 4 batalion rozpoznania chemicznego i odkażania uzbrojenia, a batalion przeniesiono do Torunia. W skład batalionu wchodziły: kompania rozpoznania skażeń i 2 kompanie odkażania uzbrojenia. 22 lipca 1960 batalion otrzymał sztandar ufundowany przez mieszkańców powiatu lipnowskiego.

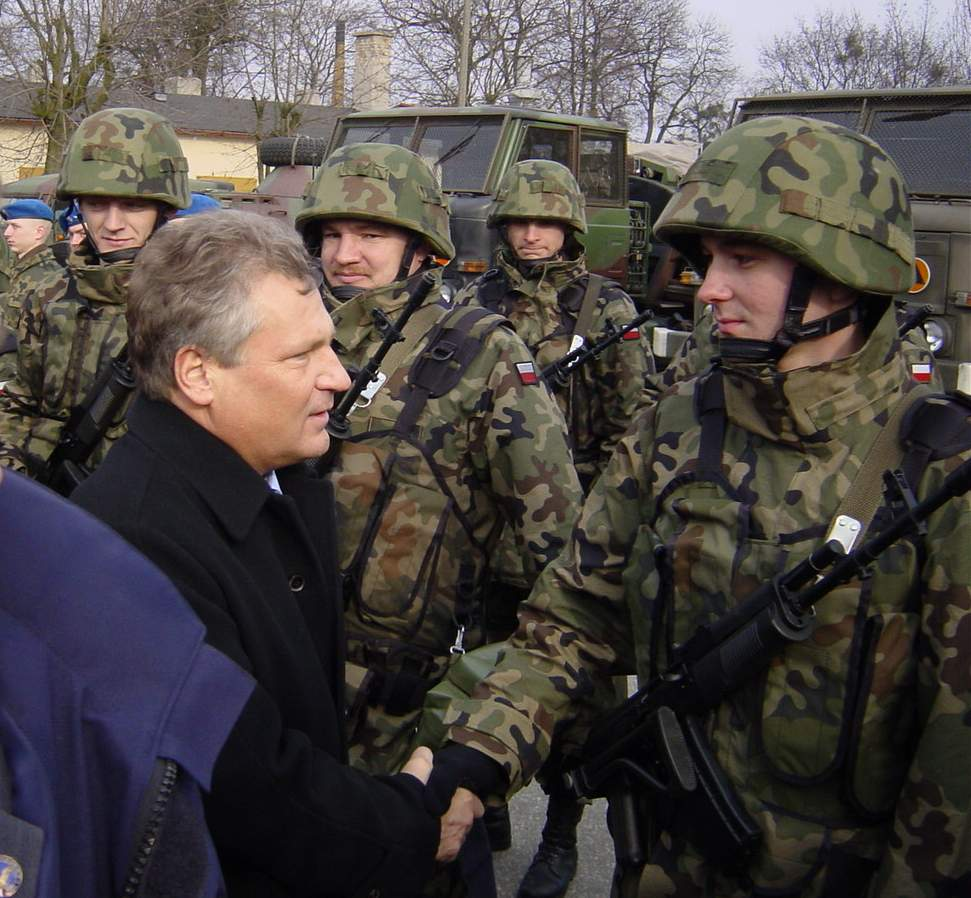
Wizyta prezydenta RP Aleksandra Kwaśniewskiego w 4 pchem, rok 2003

 Zarządzeniem Nr 0109/MON Ministra Obrony Narodowej z dnia 21 października 1961 batalion został przeformowany w 4 Batalion Zabiegów Specjalnych i Rozpoznania Skażeń. W skład batalionu wchodziły: kompania rozpoznania skażeń i dwie kompanie zabiegów specjalnych.
Na podstawie rozkazu Ministra Obrony Narodowej z dnia 25 października 1963 r. batalion został dyslokowany do Brodnicy, gdzie stacjonuje do chwili obecnej.
19 marca 2003 4 Pułk Chemiczny im. I. Mościckiego był wizytowany przez prezydenta RP Aleksandra Kwaśniewskiego w związku z wyjazdem żołnierzy jednostki na wojnę w Zatoce Perskiej. Od 2011 r. dwie sekcje obrony przeciwchemicznej z 4 Brodnickiego pułku chemicznego brały udział w IX zmianie Polskiego Kontyngentu Wojskowego w Afganistanie działającego na rzecz ISAF. 
Od 1 stycznia 2014 w wyniku reformy struktur dowodzenia jednostka podlega Dowództwu Generalnych Rodzajów Sił Zbrojnych. Od 2023 w trakcie formowania jest 3 batalion chemiczny 1 Dywizji Piechoty Legionów, który powstaje w symbiozie z 4 pułkiem chemicznym.
W swoim okresie pułk kilkakrotnie zmieniał nazwę:
1967–1989 – 4 Pułk Chemiczny
1989–1995 – 4 Pułk Przeciwchemiczny
1995–2001 – 4 Pułk Obrony Przeciwchemicznej
od 2001 – 4 Pułk Chemiczny

### Struktura organizacyjna 4 pchem
W 2014
- dowództwo i sztab
- ośrodek analizy skażeń
- zespół ratownictwa chemicznego
- zespół zabezpieczenia medycznego
- 1 batalion chemiczny
  - sztab batalionu
  - kompania rozpoznania skażeń
  - 1 kompania likwidacji skażeń
  - 2 kompania likwidacji skażeń
  - kompania logistyczna
- 2 batalion chemiczny
  - sztab batalionu
  - kompania rozpoznania skażeń
  - 1 kompania likwidacji skażeń
  - 2 kompania likwidacji skażeń
  - kompania logistyczna
- kompania dowodzenia
- kompania logistyczna

## Sztandar/patron
20 maja 1995 pułk otrzymał sztandar ufundowany przez społeczeństwo miasta Brodnica, miano wyróżniające – „Brodnicki” oraz patrona – Ignacego Mościckiego. Dzień 20 maja przyjmuje się jako święto pułku, tak jak obchodził ten dzień 67 pułk piechoty stacjonujący w Brodnicy w okresie międzywojennym XX w.

## Działania bojowe
- II wojna w Zatoce Perskiej – PKW Zatoka Perska (2003)
- Wojna w Afganistanie – PKW Afganistan (2011– )[2]

## Wyposażenie
- Instalacja rozlewcza IRS-2C (M)

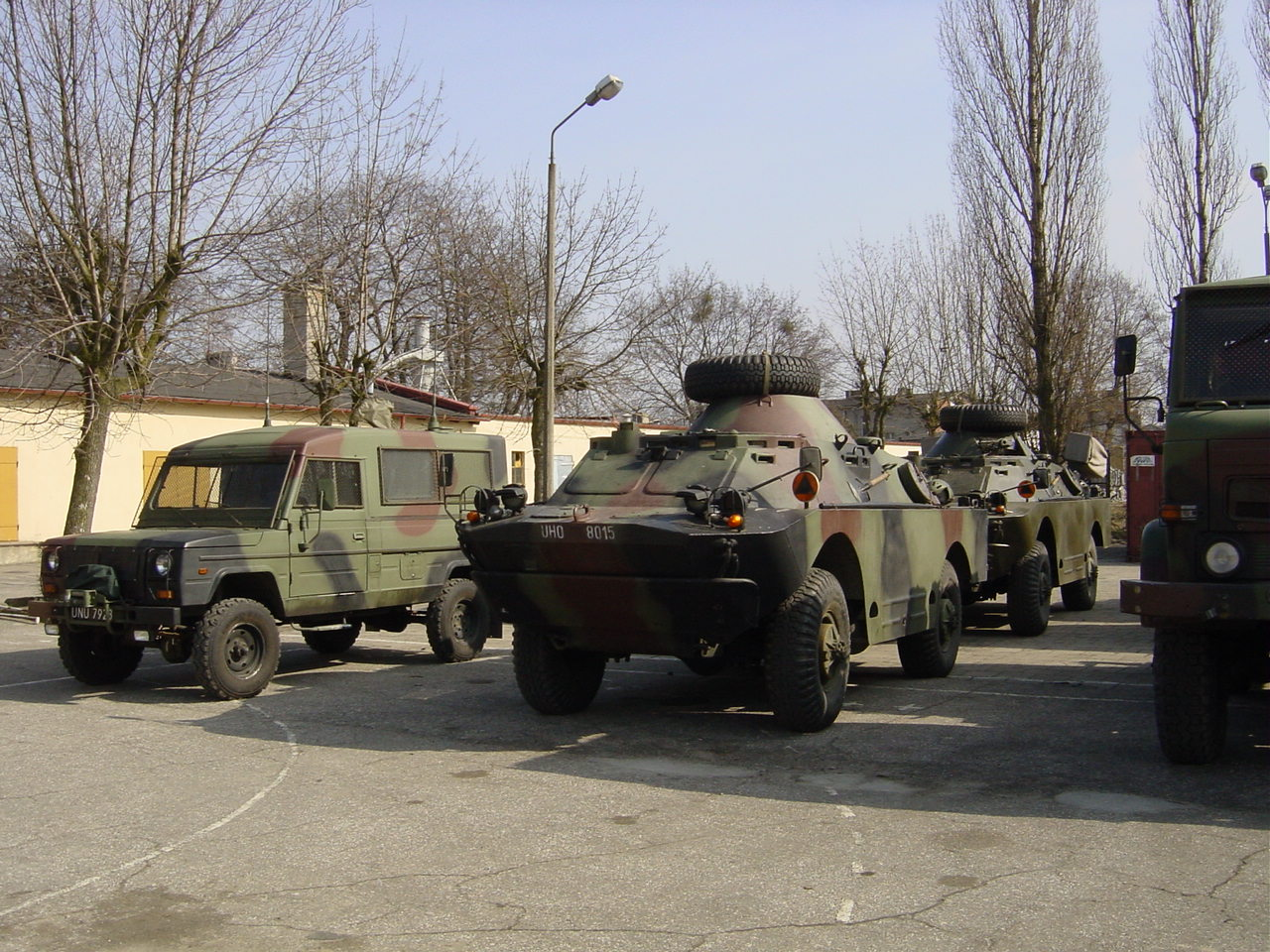
Tarpan Honker oraz dwa pojazdy opancerzone BRDM-2RS na placu apelowym 4 Pułku Chemicznego w Brodnicy

- Samochód do rozpoznania skażeń BRDM-2rs
- Wysokowydajne urządzenie specjalne WUS-3[8]
- Generator dymu GD-2

## Żołnierze JW 3537
| Dowódcy jednostki                | Dowódcy jednostki               |
| Stopień, imię i nazwisko         | Okres pełnienia służby          |
| -------------------------------- | ------------------------------- |
| kpt. Zbigniew Bereza             | 1957–1958                       |
| kpt. Wacław Rybak                | 1958–1961                       |
| kpt. Jan Górski                  | 1961–1964                       |
| mjr Henryk Dąbrowski             | 1964–1967                       |
| mjr mgr inż. Aleksander Owczarek | 1967–1970                       |
| mjr Wacław Rybak                 | 1970–1972                       |
| mjr mgr inż. Tadeusz Noskowski   | 1972–1975                       |
| ppłk mgr inż. Władysław Chwałek  | 1975–1980                       |
| ppłk dypl. Mieczysław Spławski   | 1980–1987                       |
| ppłk dypl. Tadeusz Rokicki       | 1987–1991                       |
| ppłk dypl. Władysław Grodowski   | 1991–1996                       |
| płk dypl. Wojciech Lech          | 1996–2002                       |
| płk dypl. Sławomir Kleszcz       | 2002–2006                       |
| płk mgr inż. Mirosław Lekiewicz  | 2006–2008                       |
| płk dypl. Bogdan Niewitowski     | 15 lutego 2008– 20 lipca 2012   |
| płk mgr inż. Andrzej Żmuda       | 20 lipca 2012–12 lipca 2021     |
| płk dr Piotr Wachna              | 12 lipca 2021– 12 sierpnia 2022 |
| płk Andrzej Pietras              | 22 sierpnia - 11 stycznia 2024. |
| płk dypl. Jarosław Żochowski     | 15 lipca 2024 - obecnie         |